# Lekkoatletyka na Światowych Wojskowych Igrzyskach Sportowych 2011 – bieg na 800 m mężczyzn

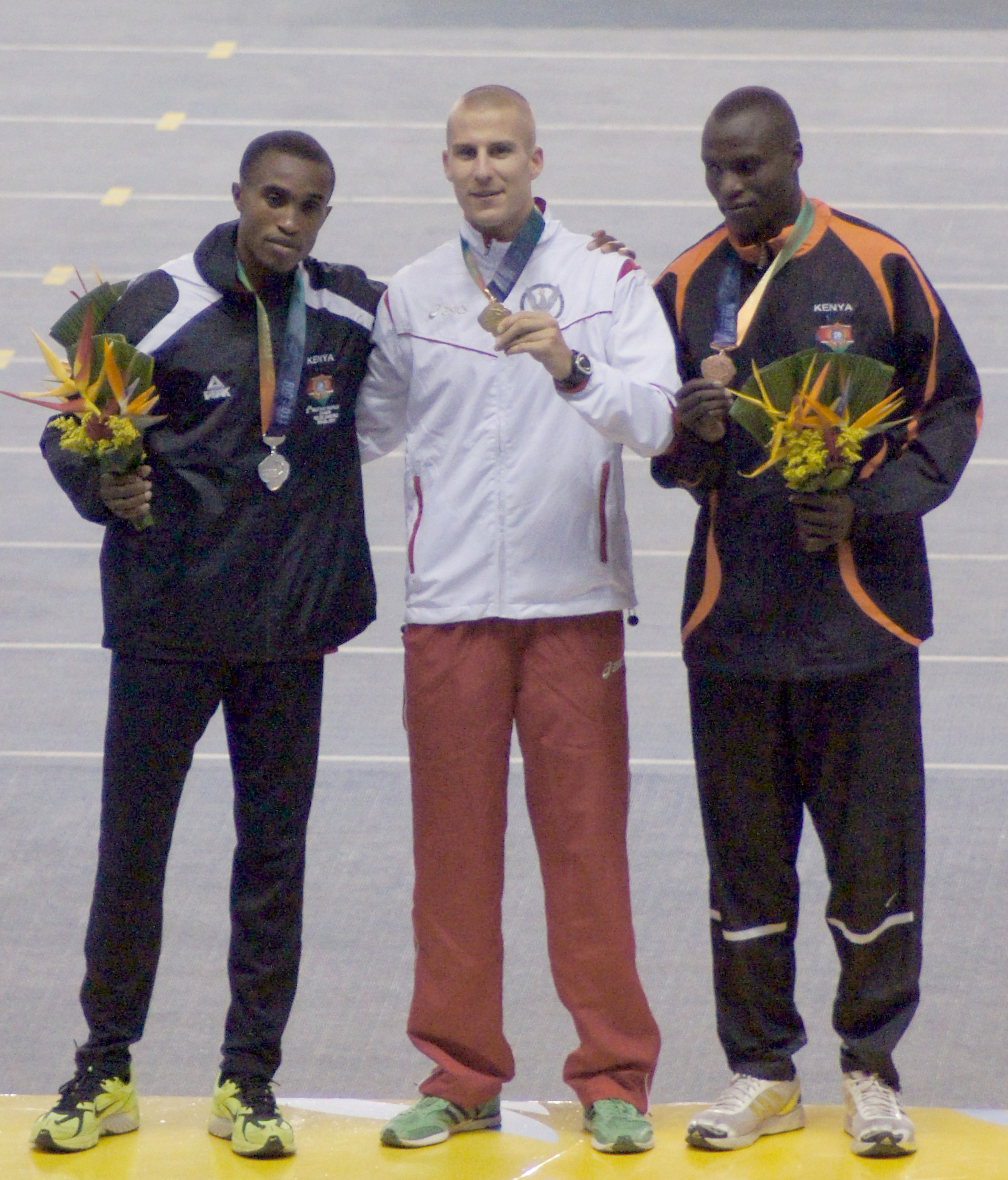
Rio 2011. Od lewej: Jackson Kivuva (2. m), Marcin Lewandowski, Geoffrey Matum (3. m)

Bieg na 800 metrów mężczyzn – jedna z lekkoatletycznych konkurencji biegowych rozegranych w dniach 19, 20 i 22 lipca 2011 roku podczas 5. Światowych Wojskowych Igrzyskach Sportowych na stadionie Estádio Engenhão w Rio de Janeiro. Polak Marcin Lewandowski zdobył złoty medal igrzysk wojskowych. 

## Terminarz
Konkurencja rozpoczęła się eliminacjami w dniu 19 lipca o godzinie 16:40 (czasu miejscowego). Finał rozegrano 22 lipca o godz 19:00.
| Harmonogram przebiegu konkurencji | Harmonogram przebiegu konkurencji | Harmonogram przebiegu konkurencji |
| Data                              | Godzina (UTC-03:00)               | Wydarzenie                        |
| --------------------------------- | --------------------------------- | --------------------------------- |
| 19 lipca 2011(dts)                | 16:40                             | Eliminacje – bieg nr 1            |
| 19 lipca 2011(dts)                | 16:45                             | Eliminacje – bieg nr 2            |
| 19 lipca 2011(dts)                | 16:50                             | Eliminacje – bieg nr 3            |
| 19 lipca 2011(dts)                | 16:55                             | Eliminacje – bieg nr 4            |
| 19 lipca 2011(dts)                | 17:00                             | Eliminacje – bieg nr 5            |
| 20 lipca 2011(dts)                |                                   | Półfinał – 1                      |
| 20 lipca 2011(dts)                |                                   | Półfinał – 2                      |
| 20 lipca 2011(dts)                |                                   | Półfinał – 3                      |
| 22 lipca 2011(dts)                | 19:00                             | Finał                             |

## Uczestnicy
Do zawodów zgłoszonych zostało 32 zawodników reprezentujących 23 państwa. 

- Algieria (2)
- Arabia Saudyjska (1)
- Bahrajn (2)
- Belgia (1)
- Bośnia i Hercegowina (1)
- Brazylia (2)
- Burundi (1)
- Dominikana (1)
- Erytrea (2)
- Francja (2)
- Gwinea Bissau (1)
- Indie (1)
- Iran (1)
- Irlandia (1)
- Kanada (2)
- Kenia (2)
- Kolumbia (1)
- Maroko (1)
- Polska (1)
- Sri Lanka (1)
- Stany Zjednoczone (2)
- Szwajcaria (2)
- Tanzania (1)

Jedno państwo mogło zgłosić do zawodów maksymalnie dwóch średniodystansowców. Sklasyfikowanych zostało 29 zawodników, dwóch nie ukończyło biegu oraz jeden nie stawił się na starcie. Polska była reprezentowana przez Marcina Lewandowskiego, który zdobył złoty medal, srebrny i brązowy zdobyli Kenijczycy Jackson Kivuva i Geoffrey Matum.

## Rekordy
Tabela prezentuje rekord świata, a także rekord Igrzysk wojskowych (CSIM) przed rozpoczęciem mistrzostw.
|                                   | Zawodnik       | Wynik   | Miejsce | Data                  |
| --------------------------------- | -------------- | ------- | ------- | --------------------- |
| Rekord świata                     | David Rudisha  | 1:40,91 | Londyn  | 11 sierpnia 2012(dts) |
| Rekord Igrzyska wojskowych (CSIM) | Philip Kibitok | 1:45,63 | Rzym    | 24 września 1995(dts) |

## Medaliści
| Złoto                       | Srebro                 | Brąz                   |
| Marcin Lewandowski · Polska | Jackson Kivuva · Kenia | Geoffrey Matum · Kenia |

## Wyniki

### Kwalifikacje
Awans do półfinałów: czterech najlepszych z każdego biegu eliminacyjnego (Q) oraz 4 z najlepszymi czasami wśród przegranych (q).

#### Eliminacje – bieg nr 1
| Pozycja | Zawodnik                  | Państwo              | Czas    | Uwagi |
| ------- | ------------------------- | -------------------- | ------- | ----- |
| 1       | Amine Mouhcine El         | Maroko               | 1:48.65 | Q     |
| 2       | Belal Ali                 | Bahrajn              | 1:48.97 | Q     |
| 3       | Gold Coachman             | Stany Zjednoczone    | 1:49.74 | Q     |
| 4       | Jan Hochstrasser          | Szwajcaria           | 1:50.46 | Q     |
| 5       | Ghirmay Weldeyowhans      | Erytrea              | 1:50.98 | q     |
| 6       | Arun Kothacheriyil Joseph | Indie                | 1:52.30 | q     |
| 7       | Branko Tovilović          | Bośnia i Hercegowina | 2:05.05 |       |

#### Eliminacje – bieg nr 2
| Pozycja | Zawodnik              | Państwo          | Czas    | Uwagi |
| ------- | --------------------- | ---------------- | ------- | ----- |
| 1       | Geoffrey Matum        | Kenia            | 1:53.36 | Q     |
| 2       | Almir Khadar          | Algieria         | 1:53.69 | Q     |
| 3       | Mohammed Abdulaliz    | Arabia Saudyjska | 1:53.73 | Q     |
| 4       | Jhon Sinisterra Motta | Kolumbia         | 1:53.96 | Q     |
| 5       | Hakim Merzoghi        | Francja          | 1:54.70 |       |
| 6       | Bubacar Camará        | Gwinea Bissau    | 2:41.04 |       |

#### Eliminacje – bieg nr 3
| Pozycja | Zawodnik          | Państwo   | Czas    | Uwagi |
| ------- | ----------------- | --------- | ------- | ----- |
| 1       | Abdelmadjed Touil | Algieria  | 1:52.89 | Q     |
| 2       | Jackson Kivuva    | Kenia     | 1:53.07 | Q     |
| 3       | Prabath Mendis    | Sri Lanka | 1:53.13 | Q     |
| 4       | Amir Moadi        | Iran      | 1:53.29 | Q     |
| 5       | Dotto Ikangaa     | Tanzania  | 1:54.08 |       |
| 6       | Joseph Boland     | Kanada    | 1:54.50 |       |
| -       | Sahinkuye Severin | Burundi   | DNF N/A |       |

#### Eliminacje – bieg nr 4
| Pozycja | Zawodnik                | Państwo  | Czas    | Uwagi |
| ------- | ----------------------- | -------- | ------- | ----- |
| 1       | Lutimar Paes            | Brazylia | 1:52.15 | Q     |
| 2       | Yusuf Kamel             | Bahrajn  | 1:52.46 | Q     |
| 3       | Marcin Lewandowski      | Polska   | 1:52.71 | Q     |
| 4       | James Ledigham          | Irlandia | 1:53.26 | Q     |
| 5       | Youssef Ismaili Alaouli | Francja  | 1:53.28 | q     |
| 6       | Vincent Duguay          | Kanada   | 1:55.82 |       |

#### Eliminacje – bieg nr 5
| Pozycja | Zawodnik           | Państwo           | Czas    | Uwagi |
| ------- | ------------------ | ----------------- | ------- | ----- |
| 1       | Fabiano Peçanha    | Brazylia          | 1:48.83 | Q     |
| 2       | Mario Bachtiger    | Szwajcaria        | 1:49.55 | Q     |
| 3       | Girmay Hadgu       | Erytrea           | 1:50.19 | Q     |
| 4       | Jan van den Broeck | Belgia            | 1:50.40 | Q     |
| 5       | Matthew Petrocci   | Stany Zjednoczone | 1:51.02 | q     |
| 6       | Joel de la Cruz    | Dominikana        | 1:58.35 |       |

### Półfinały
Awans do finału: dwóch najlepszych z każdego biegu półfinałowego (Q) oraz 2 z najlepszymi czasami wśród przegranych (q).

#### Półfinał – 1
| Pozycja | Zawodnik              | Państwo    | Czas    | Uwagi |
| ------- | --------------------- | ---------- | ------- | ----- |
| 1       | Lutimar Paes          | Brazylia   | 1:49.69 | Q     |
| 2       | Jackson Kivuva        | Kenia      | 1:49.81 | Q     |
| 3       | Jan van den Broeck    | Belgia     | 1:50.26 |       |
| 4       | Prabath Mendis        | Sri Lanka  | 1:50.56 |       |
| 5       | Jhon Sinisterra Motta | Kolumbia   | 1:51.19 |       |
| 6       | Mario Bachtiger       | Szwajcaria | 1:51.49 |       |
| 7       | Amir Moadi            | Iran       | 1:51.66 |       |
| 8       | James Ledingham       | Irlandia   | 1:52.66 |       |

#### Półfinał – 2
| Pozycja | Zawodnik              | Państwo           | Czas    | Uwagi |
| ------- | --------------------- | ----------------- | ------- | ----- |
| 1       | Fabiano Peçanha       | Brazylia          | 1:46.79 | Q     |
| 2       | Yussuf Kamel          | Bahrajn           | 1:47.04 | Q     |
| 3       | Girmay Hadgu          | Erytrea           | 1:47.20 | q     |
| 4       | Geoffrey Matum        | Belgia            | 1:47.29 | q     |
| 5       | Amine Mouhcine El     | Maroko            | 1:47.44 |       |
| 6       | Golden Coachman       | Stany Zjednoczone | 1:47.88 |       |
| 7       | Abdelmadjed Touil     | Algieria          | 1:48.14 |       |
| -       | Youssef Ismail Alaoui | Francja           | DNF N/A |       |

#### Półfinał – 3
| Pozycja | Zawodnik                  | Państwo           | Czas    | Uwagi |
| ------- | ------------------------- | ----------------- | ------- | ----- |
| 1       | Marcin Lewandowski        | Polska            | 1:50.00 | Q     |
| 2       | Almir Khadar              | Algieria          | 1:50.29 | Q     |
| 3       | Belal Ali                 | Bahrajn           | 1:50.69 |       |
| 4       | Mohammed Abdulaliz        | Arabia Saudyjska  | 1:51.47 |       |
| 5       | Matthew Petrocci          | Stany Zjednoczone | 1:51.77 |       |
| 6       | Arun Kothacheriyil Joseph | Indie             | 1:52.42 |       |
| 7       | Jan Hochstrasser          | Szwajcaria        | 1:54.80 |       |
| -       | Girmay Hadgu              | Erytrea           | DNS     |       |

### Finał
| Pozycja | Tor | Zawodnik           | Państwo  | Czas    | Uwagi |
| ------- | --- | ------------------ | -------- | ------- | ----- |
| 01 !    | 6   | Marcin Lewandowski | Polska   | 1:45.77 |       |
| 02 !    | 3   | Jackson Kivuva     | Kenia    | 1:45,93 |       |
| 03 !    | 2   | Geoffrey Matum     | Kenia    | 1:45,94 |       |
| 4       | 8   | Lutimar Paes       | Brazylia | 1:46,69 |       |
| 5       | 8   | Youssef Saad Kamel | Bahrajn  | 1:46,89 |       |
| 6       | 4   | Fabiano Peçanha    | Brazylia | 1:46,94 |       |
| 7       | 7   | Samir Khader       | Algieria | 1:48,09 |       |
| 8       | 1   | Girmay Hadgu       | Erytrea  | 1:48,13 |       |

Źródło: Rio2011